# Ectopria opaca
Ectopria opaca is een keversoort uit de familie keikevers (Psephenidae). De wetenschappelijke naam van de soort werd in 1874 gepubliceerd door Ernst August Hellmuth von Kiesenwetter.